# Diritti LGBT in Suriname

Le persone lesbiche, gay, bisessuali, transgender e queer (LGBTQ) in Suriname potrebbero dover affrontare sfide legali che non sono affrontate dai residenti non LGBTQIA+. In Suriname, le espressioni di attività sessuale tra persone dello stesso sesso, sia maschili che femminili, sono legali. Dal 2015, l'incitamento all'odio e la discriminazione nel lavoro e nella fornitura di beni e servizi basata sull'orientamento sessuale sono vietati nel Paese. L'identità di genere è tutelata per la prima volta dall'Employment Equal Treatment Act del 2022.
Il matrimonio tra persone dello stesso sesso e le unioni civili non sono riconosciuti dalla legge. Ciononostante, il Suriname è legalmente vincolato dalla sentenza della Corte interamericana dei diritti umani del gennaio 2018, che ha stabilito che il matrimonio tra persone dello stesso sesso è un diritto umano protetto dalla Convenzione americana dei diritti dell'uomo.
Sebbene l'omosessualità tenda ad essere vista come un argomento tabù, la situazione e gli atteggiamenti sono lentamente cambiati negli ultimi anni.

## Leggi relative all'omosessualità
L'omosessualità è legale in Suriname dal 1858. L'età del consenso per un rapporto eterosessuale è 16, mentre l'età del consenso per un rapporto omosessuale è di 18.

## Riconoscimento delle relazioni tra persone dello stesso sesso
In Suriname non sono possibili matrimoni tra persone dello stesso sesso, unioni civili o unioni domestiche.
Nel febbraio 2023, la Corte Costituzionale ha stabilito che il divieto di matrimonio tra persone dello stesso sesso non viola la Costituzione né gli obblighi del Suriname ai sensi della Convenzione interamericana dei diritti dell'uomo. Tuttavia, la Corte ha anche stabilito che il Codice Civile è obsoleto e necessita di essere modernizzato a seguito del dibattito pubblico.

## Protezioni contro la discriminazione
Nel marzo 2015 il governo ha introdotto una legislazione sull'incitamento all'odio che includeva anche l'orientamento sessuale tra i motivi di possibile discriminazione. In particolare, gli articoli 175, 175a e 176 del codice penale del Suriname sono stati aggiornati per includere l'orientamento sessuale. La violazione di questa legge può comportare una pena detentiva fino a un anno di carcere o una multa. Nonostante la legislazione protettiva la comunità LGBT ha continuato a subire discriminazioni da parte del governo e della società.

## Identità ed espressione di genere
Nel gennaio 2017, l'Eerste Kantongerecht (uno dei 3 tribunali di primo grado in Suriname) ha concesso a una donna transgender il diritto di cambiare formalmente il suo genere presso l'Ufficio centrale degli affari civili e ha ordinato all'ufficio del registro di modificare ufficialmente la sua registrazione per riflettere il suo stato modificato. L'Associazione delle Chiese Pentecostali del Suriname (VVPES) e l'Associazione Islamica del Suriname (SIV), che avevano protestato e si erano opposte al diritto di riconoscere un cambio di genere, hanno dichiarato che avrebbero "accettato il verdetto". Nel febbraio 2017, l'Ufficio centrale per gli affari civili ha formalmente presentato ricorso contro la sentenza del tribunale. Nel gennaio 2022, la Corte d'appello del Suriname si è pronunciata a favore e ha ordinato il cambio di genere sul certificato di nascita della donna transgender che si era sottoposta a un intervento chirurgico di riassegnazione del sesso nel 2009.

## Opinione pubblica
Un sondaggio del 2010 condotto dalla Vanderbilt University ha rivelato che il 20,3% della popolazione del Suriname sostiene il matrimonio egualitario.
Nel maggio 2015 PlanetRomeo, un social network LGBT, ha pubblicato il suo primo Gay Happiness Index (GHI). Ai gay di oltre 120 paesi è stato chiesto come si sentono riguardo alla visione della società sull'omosessualità, come vivono il modo in cui sono trattati dalle altre persone e quanto sono soddisfatti della loro vita. Il Suriname si è classificato al 46º posto con un punteggio GHI di 48.

## Tabella riassuntiva
| Attività e relazioni sessuali legali                                                                           | (dal 1858) |
| Parità di età del consenso                                                                                     | (dal 2015) |
| Leggi anti-discriminazione sul lavoro                                                                          | (dal 2015) |
| Leggi anti-discriminazione nella fornitura di beni e servizi                                                   | (dal 2015) |
| Leggi anti-discriminazione in tutti gli altri settori (inclusa discriminazione indiretta e espressioni d'odio) | (dal 2015) |
| Matrimonio omosessuale                                                                                         | No         |
| Riconoscimento delle coppie omosessuali                                                                        | No         |
| Adozione di figli nati da rapporti precedenti (step-child adoption) parte di coppie omosessuali                | No         |
| Adozione congiunta da parte di coppie omosessuali                                                              | No         |
| Autorizzazione a prestare servizio nelle forze armate                                                          |            |
| Diritto di cambiare legalmente sesso                                                                           | (dal 2022) |
| Accesso alla fecondazione in vitro per le donne lesbiche                                                       | No         |
| Surrogazione di maternità per le coppie omosessuali maschili                                                   | No         |
| Possibilità di donare il sangue da parte di MSM                                                                |            |